# Labrundinia fosteri
Labrundinia fosteri är en tvåvingeart som beskrevs av Roback 1987. Labrundinia fosteri ingår i släktet Labrundinia och familjen fjädermyggor.
Artens utbredningsområde är Colombia. Inga underarter finns listade i Catalogue of Life.